# Таркойтаёль (приток Залазной)
Таркойтаёль — река в России, протекает в Республике Коми по территории района Печора. Левый приток реки Залазная.

## География
Устье реки находится в 14 км по левому берегу реки Залазная. Длина реки составляет 18 км.

## Этимология гидронима
Гидроним Таркойтаёль происходит из языка коми. Означает «речка с тетеревиным током». Тар — «тетерев», койт — «ток», «токовище», -а — суффикс наличия признака, ёль — «лесная речка».

## Данные водного реестра
По данным государственного водного реестра России относится к Двинско-Печорскому бассейновому округу, водохозяйственный участок реки — Печора от водомерного поста у посёлка Шердино до впадения реки Уса, речной подбассейн реки — бассейны притоков Печоры до впадения Усы. Речной бассейн реки — Печора.
Код объекта в государственном водном реестре — 03050100212103000063276.